# Stade de l'Université de Sherbrooke
Le stade de l'Université de Sherbrooke est un stade multifonctionnel de l'Université de Sherbrooke situé à Sherbrooke, au Québec. Il héberge le Vert & Or. Il fut construit en 2003 et sa capacité est de 3 359 sièges.

## Histoire
Le stade a été construit pour héberger les Championnats du monde d'athlétisme jeunesse 2003.

### Piste d'athlétisme
En automne 2018, deux compétitions d'athlétisme ont été annulées parce que la piste du stade ne répondait plus aux critères de la Fédération québécoise d'athlétisme. En septembre 2019, une nouvelle piste d'athlétisme de 400 m avec huit couloirs est ouverte après 6 mois de rénovations au prix de 3,3 millions de dollars. Cette piste est accessible à toute la ville de Sherbrooke. La piste est revêtue de la composante Mondo Super X720 qui répond aux exigences de la classe 1 de l'Association internationale des fédérations d’athlétisme, la classe la plus élevée,.
Outre la piste, les installations d’athlétisme extérieur comptent maintenant deux fosses de saut en hauteur et à la perche, quatre fosses pour le saut en longueur et le triple saut, deux pistes d’élan pour le lancer du javelot compétitif, une cage d’entrainement et de compétition pour le lancer du disque et du marteau ainsi que quatre aires de compétition pour le lancer du poids. 